# 비슬고등학교
비슬고등학교(琵瑟高等學校)는 대한민국 대구광역시 달성군 현풍읍 중리에 있는 공립 고등학교이다.

## 학교 연혁
- 2017년 3월 1일 : 비슬고등학교 개교(12학급, 남녀 공학)
- 2017년 3월 1일 : 초대 김종호 교장 취임
- 2017년 3월 2일 : 제1회 입학식(12학급 320명)
- 2019년 3월 1일 : 제2대 이재철 교장 취임
- 2020년 2월 5일 : 제1회 졸업식(12학급 327명 졸업, 누적 졸업생 327명)
- 2021년 3월 17일 : 콜로키움실 구축
- 2022년 1월 28일 : 제3회 졸업식(293명 졸업)
- 2022년 3월 2일 : 제6회 입학(13학급 362명 입학)

## 참고 자료
- 비슬고등학교 - 한국교육학술정보원 학교알리미